# Markaz Idfū
Markaz Idfū (arabiska: مركز إدفو) är en region i Egypten.   Den ligger i guvernementet Assuan, i den sydöstra delen av landet, 600 km söder om huvudstaden Kairo.